# Moc przeznaczenia
Moc przeznaczenia (La forza del destino) – opera Giuseppe Verdiego z 1862. Autorem libretta jest Francesco Maria Piave, który oparł je na sztuce Angela de Saavedry y Ramírez pt. Don Alvaro.

## Historia wystawiania
Moc przeznaczenia miała swoją prapremierę w Petersburgu w 1862 r. Niezbyt entuzjastyczne jej przyjęcie skłoniło Verdiego do dokonania poprawek i zmiany tytułu na Don Alvaro, pod którym opera została wystawiona rok później w Rzymie i Madrycie. Po kolejnych poprawkach została wystawiona w Wiedniu, Londynie i Buenos Aires. Ostateczna, wystawiana do dziś wersja opery miała swoją premierę (ponownie pod pierwotnym tytułem) w 1869 r. w Mediolanie (w La Scali). 

## Osoby
- Markiz di Calatrava - bas
- Leonora, jego córka - sopran
- Don Carlos, jego syn - baryton
- Don Alvaro - tenor
- Curra, przyjaciółka Leonory - mezzosopran
- Preziosilla, Cyganka - mezzosopran
- Ojciec Gwardian, franciszkanin - bas
- Brat Melitone, franciszkanin - baryton

## Treść
Akcja opery rozgrywa się w XVIII w. w Hiszpanii
Akt I
Don Alvaro, szlachcic z Ameryki Południowej, półkrwi Indianin, zakochał się w Leonorze, córce markiza di Calatrava, który nie chce jednak wyrazić zgody na jej ślub z kimś, kto nie należy do najwybitniejszych rodów hiszpańskich. Pożegnawszy się wieczorem z ojcem, Leonora, przy pomocy Curry, postanawia zbiec razem z ukochanym. Nagle do pokoju wchodzi jednak markiz, odkrywając Alvara. Aby udowodnić niewinność i czystość Leonory, Alvaro chce oddać się w jego ręce; rzuca swój pistolet na podłogę, jednak ten nieoczekiwanie strzela, śmiertelnie raniąc starca. Ojciec Leonory umiera przeklinając córkę. 
Akt II
W wiosce Hornachuelos Don Carlos, przebrany za studenta, poszukuje zbiegłego Don Alvara, którego chce zabić z zemsty. Pojawia się Leonora w męskim stroju. Słyszy, jak cyganka Preziosilla przepowiada zgromadzonym przyszłość i zachęca do udziału w wojnie we Włoszech. Don Carlos opowiada historię śmierci swojego ojca; Leonora z trudem ucieka przed zdemaskowaniem i ukrywa się w klasztorze. Prosi przełożonego o umożliwienie jej zamieszkania na resztę życia w pustelni. 
Akt III
Don Alvaro (jako don Federico Herreros) i Don Carlos (jako don Felix Bornos) zaciągnęli się do tej samej armii hiszpańskiej. W jednej z bitew Don Alvaro ratuje życie Don Carlosa, zostają przyjaciółmi. W kolejnej bitwie Don Alvaro odnosi ciężką ranę i pewien bliskiej śmierci powierza przyjacielowi plik listów, które poleca zniszczyć, gdy wyda ostatnie tchnienie. Ogarnięty nagłymi podejrzeniami Don Carlos otwiera paczkę i znajduje wizerunek Leonory. W tym samym momencie chirurg obozowy informuje go, że Don Alvaro ma jednak szanse na przeżycie. Don Carlos cieszy się, że być może zdoła pomścić ojca. 
Scena przenosi się do obozu pod Velletri, gdzie Don Carlos wyzywa Don Alvara na pojedynek i przegrywa. Ten ostatni, przekonany, iż zabił swojego przeciwnika, postanawia odkupić winę wstąpieniem do zakonu. 
Akt IV
Hornachuelos. Don Alvaro wstąpił do zakonu pod imieniem ojca Rafaela i zasłynął swoją dobrocią i łagodnością. Pojawia się wyleczony z ran Don Carlos, ponownie domagając się od niego pojedynku. Mimo oporów Don Alvaro postanawia się bić w miejscu, które sąsiaduje z grotą pustelnika. Don Carlos ponownie przegrywa, pada na ziemię śmiertelnie ranny. Don Alvaro wzywa pomocy od pustelnika, nie wiedząc, że jest nim jego ukochana, o której śmierci był przekonany. Leonora zbliża się do umierającego brata, który ma jednak jeszcze na tyle siły, by przebić ją sztyletem za to, że splamiła honor Calatravów. Zjawia się chór mnichów śpiewając Miserere.